# Sitochroa
Sitochroa es un género de polillas de la familia Crambidae.
Se encuentran en Norteamérica y Europa.

## Especies
- Sitochroa aureolalis (Hulst, 1886)
- Sitochroa chortalis (Grote, 1873)
- Sitochroa concoloralis (Lederer, 1857)
- Sitochroa dasconalis (Walker, 1859)
- Sitochroa palealis (Denis & Schiffermüller, 1775)
- Sitochroa straminealis (Hampson, 1900)
- Sitochroa subtilis Filipjev, 1927
- Sitochroa umbrosalis (Warren, 1892)
- Sitochroa verticalis (Linnaeus, 1758)

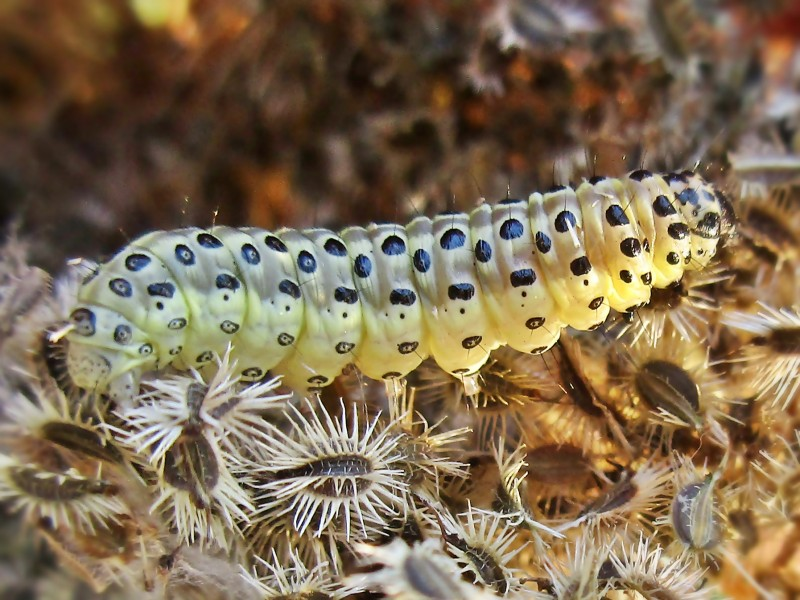
Larva de Sitochroa palealis